# Mitchell Weiser
Mitchell Weiser (* 21. dubna 1994) je německý fotbalista, který působí od roku 2018 v klubu Bayer Leverkusen, odkud v sezóně 2021/22 hostuje ve Werderu Brémy. Zpravidla hraje na postu krajního obránce, z pravé strany, případně zahraje na pravém křídle. Weiser je známý pro své útočné výpady po lajně,
a také pro svou univerzálnost.

## Klubová kariéra
S fotbalem začínal v celku TV Eintracht Veltenhof, od roku 2005 působil v dorostu 1. FC Köln, kde též trénoval jeho otec a někdejší fotbalista Patrick Weiser. V ročníku 2010/11 vyhrál dorosteneckou ligu s kolínským týmem do 17 let. Za první tým nastoupil prvně v derby s Leverkusenem (0-2) v únoru 2012, tedy ve věku necelých 18 let. Poté co vystřídal Mata Jajala, se stal nejmladším hráčem, který kdy za Kozly nastoupil. Byl to jeho jediný zápas za Köln, následně přestoupil do Bayernu Mnichov a podepsal kontrakt do roku 2015.
Začátkem roku 2013 byl na půl roku zapůjčen týmu 1. FC Kaiserslautern.
Na jaře si zahrál ve 13 zápasech druhé nejvyšší německé soutěže a vstřelil 2 góly. V létě se pak vrátil nazpět do Mnichova. Za Bayern si odbyl debut ve skupinovém zápase Ligy mistrů na půdě Viktorie Plzeň, při kterém Bayern dosáhl výhry 1-0. V 87. minutě vystřídal Maria Götzeho.
V létě 2018 jej koupil Bayer 04 Leverkusen za částku 12 milionů eur. Weiser podepsal kontrakt na pět let.
Za Leverkusen si odbyl debut 18. srpna v poháru DFB na hřišti 1. CfR Pforzheim, ve kterém sehrál celých 90 minut. Leverkusen zvítězil 1-0 díky brance Lucase Alaria.
První zápas domácí Bundesligy v dresu Bayeru odehrál už v prvním kole na hřišti Borussie Mönchengladbach, které Leverkusen podlehl 0-2. Weiser odehrál závěr utkání, když vystřídal v 77. minutě Leona Baileyho.
V sezóně 2021/22 byl na rok poslán hostovat do druholigového Werderu Brémy.

## Reprezentační kariéra
Weiser se roku 2017 účastnil Mistrovství Evropy hráčů do 21 let, které Němci opanovali a získali tak zlaté medaile.

## Úspěchy
Bayern Mnichov
- 1. Bundesliga
  - 1. místo (2013/14, 2014/15)
- DFB-Pokal
  - 1. místo (2013/14)
- DFL-Supercup
  - 1. místo (2012)
- MS klubů
  - 1. místo (2013)

Německá reprezentace U21
- ME hráčů do 21 let
  - 1. místo (2017)

Německá reprezentace U17
- ME hráčů do 17 let
  - 2. místo (2011)
- MS hráčů do 17 let
  - 3. místo (2011)